# 우신구
우신구(禹信九, 1951년 10월 1일~)는 대한민국의 기업인 출신 정치인이다.

## 학력
- 백원국민학교 졸업
- 상주중학교 졸업
- 김천고등학교 졸업
- 국민대학교 경제학과 중퇴 (1972년 2월 28일에 위수령 반대 시위로 인하여 제적됨)
- 고려사이버대학교 사회복지학 학사
- 국민대학교 정치대학원 정치광고홍보학 석사
- 경일대학교 대학원 행정학 박사

## 경력

### 직책 경력
- 민주정의당 중앙위원회 운영위원
- 2003.1~2023.9 (주)우신 대표이사 회장
- 국민대학교 경기북부동창회장
- 한국자동차부품판매업협동조합 이사장
- 간도되찾기운동본부 명예회장
- 2006.5~2011.1 한나라당 중앙위원회 부의장
- 2006.10~2007.12 한나라당 상임전국위원회 수석상임전국위원
- 2006.11 한나라당 나눔봉사위원회 상임부위원장
- 2010.2~2013.11 고양상공회의소 회장
- 2010.2~ 고양시 시민자원봉사연합회 공동회장
- 2012.9~2014.3 한국자유총연맹 경기도지부 회장
- 2013.7~2015.6 민주평화통일자문회의 중앙운영위원
- 새누리당 고양시 덕양갑 조직위원장
- 2014.1~2017.2 새누리당 상임전국위원회 상임전국위원
- 새누리당 경기도당 상임부위원장
- 2015.1 송설총동창회장/송설장학회 재단이사장
- 2015.7~2016.3 민주평화통일자문회의 고양시협의회 회장
- 2017.6~2017.12 자유한국당 김포시 을 당협위원장
- 2018.1~2020.3 자유한국당 중앙위원회 환경분과위원장
- 2020.9~2024.05 국민의힘 중앙위원회 부의장

### 의정 활동
- 2023년 10월 31일~2024년 5월 29일: 제21대 국회의원(비례대표, 국민의힘)
  - 2023.11~2024.05: 제21대 국회 후반기 국방위원회 위원

## 역대 선거 결과
|  | 37.48% |

|  | 33.50% |

|  | 33.84% |

## 같이 보기
- 대한민국 제21대 국회의원 선거 미래한국당 후보 목록#비례대표